# Technologie-Benchmarking
Im Technologie-Benchmarking werden die einzelnen Attribute von Technologien am „Benchmark“ gemessen.
Der Benchmark kann hierbei eine ähnliche oder eine völlig unterschiedliche Technologie sein, sofern die Zielvorgabe des Technologieeinsatzes identisch ist, aber auch ein technologisches Lösungsprinzip, ein Patent auf einen Prozess oder die Vorgabe eines potentiellen Kunden. Beispielsweise kann ein Spritzgussprozess mit einem anderen Spritzgussprozess verglichen werden. Er hätte dann vielleicht andere Parameter, jedoch das gleiche Ziel, nämlich ein Teil mit den vorgegebenen Toleranzen zu fertigen. Oder es werden grundlegend unterschiedliche Technologien verglichen, wie beispielsweise „Bedampfen von Kunststoffoberflächen und anschließender Schutzlackierung“ gegenüber „direkte Lackierung im Kunststoffwerkzeug mit hochglänzendem Speziallack“.
Gesichtspunkte, die in der Regel betrachtet werden, sind:
- Ziel der Technologie oder des Prozesses
- Funktionsweise
- Fähigkeit
- Stabilität
- Material
- Erfahrungswerte
- Kosten oder
- Kapazitäten.

Die Analyse von Technologien kann auch Teil eines Produktbenchmarking sein.
Alternativ wird der Begriff des technology benchmarking im angelsächsischen Bereich auch für Methoden verwendet, mit denen die technologische Ausstattung und Effizienz (z. B. IT-Ausstattung und Sicherheit) von Unternehmen am Best-Practice-Standard gemessen werden (auch technology evaluation).